# José França
José França, meglio noto come Jose Neto (Aracaju, 5 giugno 1955) è un dirigente sportivo, allenatore di calcio ed ex calciatore brasiliano, di ruolo attaccante.

## Carriera

### Calciatore
Cresciuto calcisticamente nel paese natale, Jose Neto inizia a giocare professionisticamente negli Stati Uniti d'America nel 1975 con i Boston Astros, club con cui vince l'American Soccer League 1975 a pari merito con i New York United ed i titoli personale di capocannoniere del torneo e di miglior giocatore. L'anno seguente passa al N.E. Oceaneers e successivamente ai New Jersey Americans con cui vince l'American Soccer League 1977 ed il titolo personale di capocannoniere.
Nel 1979 passa ai San Diego Sockers, società con cui raggiunse la finale di conference della NASL 1979. Dopo aver giocato all'Hartford Hellions nella MISL, torna ai Sockers con cui raggiunse nuovamente le finali di conference nella NASL 1980 e con cui vince il campionato indoor 1981-1982.
Nel 1982 passa ai Georgia Generals con cui ottiene il terzo posto nell'American Soccer League 1982 e risultandone il miglior marcatore stagionale con quindici reti.
Nello stesso anno ritorna ai Sockers con cui vince la MISL 1982-1983 mentre nella NASL 1983 chiude la stagione al quarto ed ultimo posto della Western Division.
L'anno dopo passa agli Houston Dynamos con cui perde la finale della United Soccer League 1984, corrispondente alla seconda divisione nordamericana, ottenendo però il titolo personale di capo cannoniere.
Dopo aver giocato in California, chiude la carriera agonistica nel 1990.

### Allenatore
Ritiratosi dal calcio giocato diventa l'allenatore del Boise Capital, in Idaho, che lascerà per fondare i Boise Blast nel 2004 ed il Neto United nel 2010.

## Palmarès
- American Soccer League: 2

Boston Astros: 1975
New Jersey Americans: 1977
- North American Soccer League Indoor: 1

San Diego Sockers: 1981-1982
- Major Indoor Soccer League (1978): 1

San Diego Sockers: 1982-1983

### Individuali
- ASL Most Valuable Player 1975
- Capocannoniere della ASL: 2

1975 (23 gol)
1977 (17 gol)
- Capocannoniere della USL: 2

1984 (22 gol)